# Eclectic (Alabama)
Eclectic – miasto w Stanach Zjednoczonych, w stanie Alabama, w hrabstwie Elmore. W roku 2023 miasto zamieszkiwało 1209 osób, a gęstość zaludnienia wynosiła 108,9 osoby/km².